# 寿昌站
寿昌站是位于浙江省建德市寿昌镇的一个铁路车站，邮政编码311612。车站建于1957年:362，有金千铁路经过该站，隶属上海铁路局金华车务段。车站及其上下行区间均未电气化，距离金华站56公里，是四等站。
寿昌站曾经办理客货运业务，2009年5月停办客运业务，目前仅办理专用线、专用铁路货运业务。车站货场主要为寿昌镇货运发到和横山铁合金厂服务，主要到发货品类别为煤、金矿、钢铁、水泥及粮食类。车站站场设有通往横山铁合金厂及73812部队的专用线:166。2016年3月30日新安江南站启用后，车站停办货运业务。